# Religion au Mali

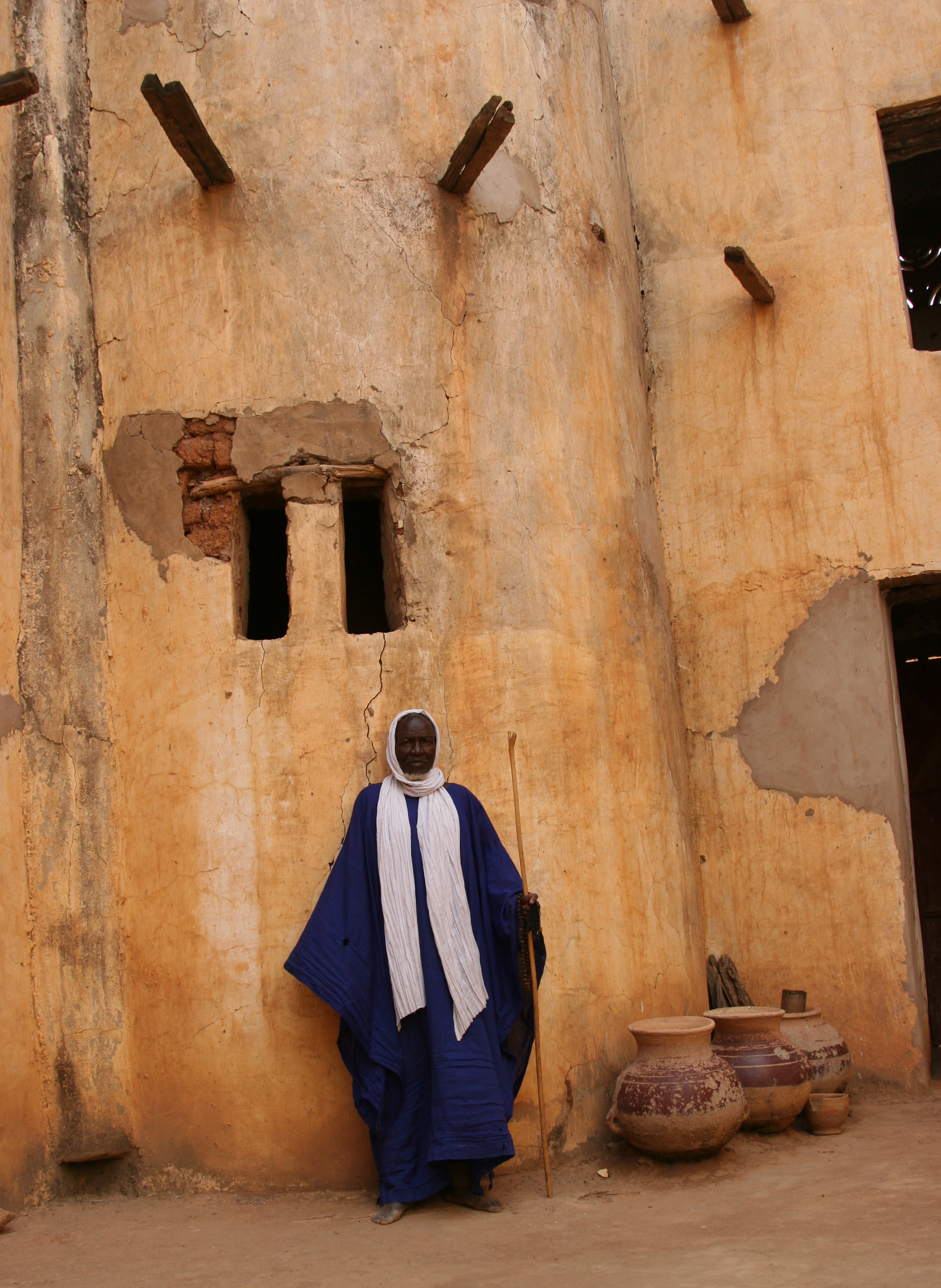
Un muezzin devant sa mosquée

Le Mali est un pays laïc où la liberté de culte est consacrée par la loi fondamentale. Comme dans la plupart des pays de la sous-région, trois religions y sont pratiquées : la religion musulmane, la religion chrétienne et les religions traditionnelles, avec un fort syncrétisme. La population recensée en 2020 est de 20 243 609 Maliens.

## Islam au Mali

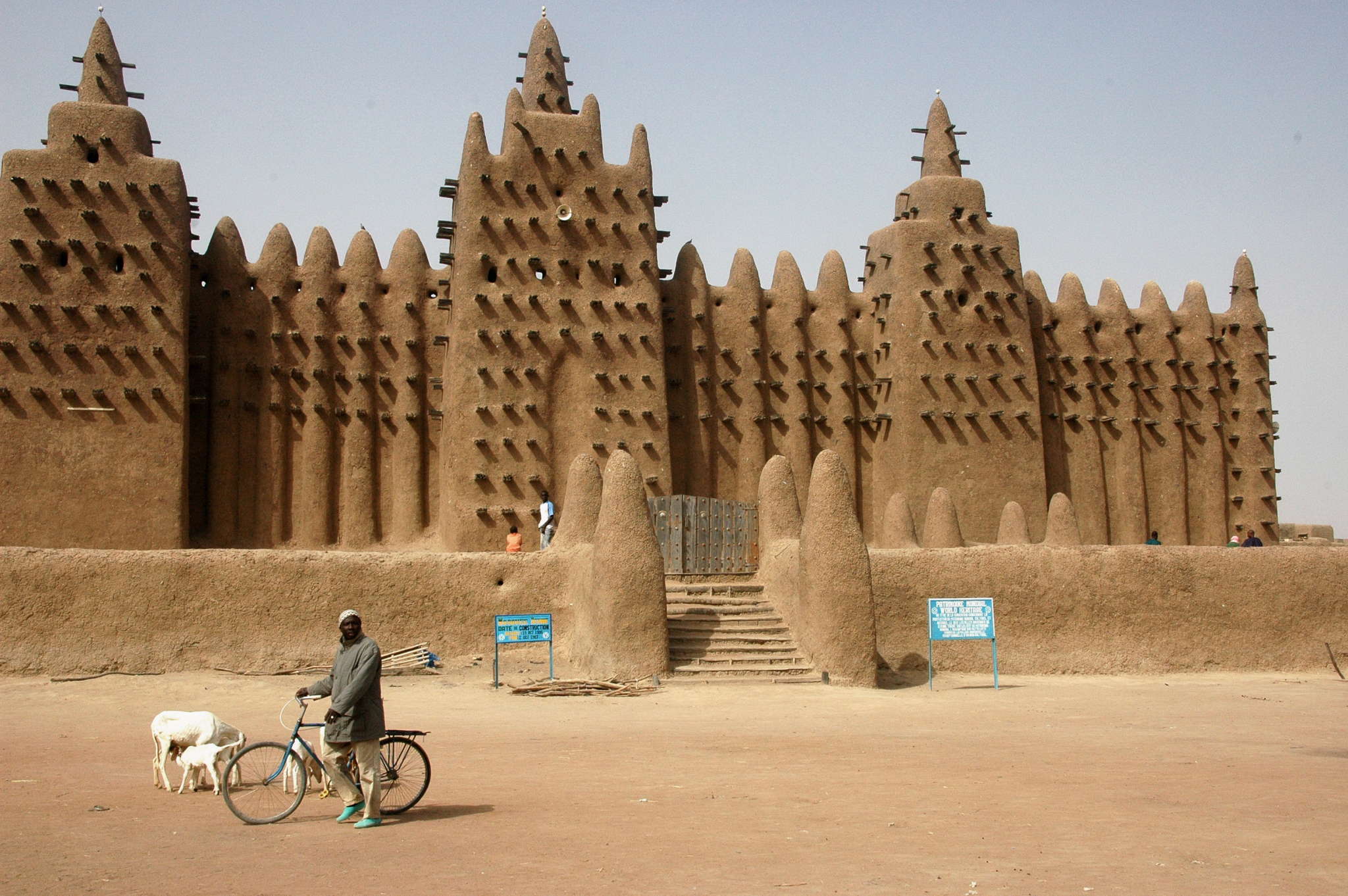
Grande mosquée de Djenné

Introduit au XIe siècle, l'islam au Mali d'obédience sunnite malékite est la religion d'environ 95 % de la population malienne. Son expansion au Mali s'est ancrée d'abord dans des régions et villes comme Tombouctou, centre de propagation de l'Islam avec son université et ses médersas, capitale intellectuelle et spirituelle entre le XVe et le XVIe siècle.
Le soufisme est présent à travers la tariqa Hamallayya (en), longtemps animée par Sékou Amadou (1776-1845) à partir de Hamdallaye, puis Hamahullah bin Muhammad bin Umar (1882-1943) et Tierno Bokar (1875-1940), à partir de Bandiagara. L'enseignement de Tierno Bokar (1875-1940) est connu grâce aux ouvrages de Amadou Hampâté Bâ (1900-1991).

## Le christianisme

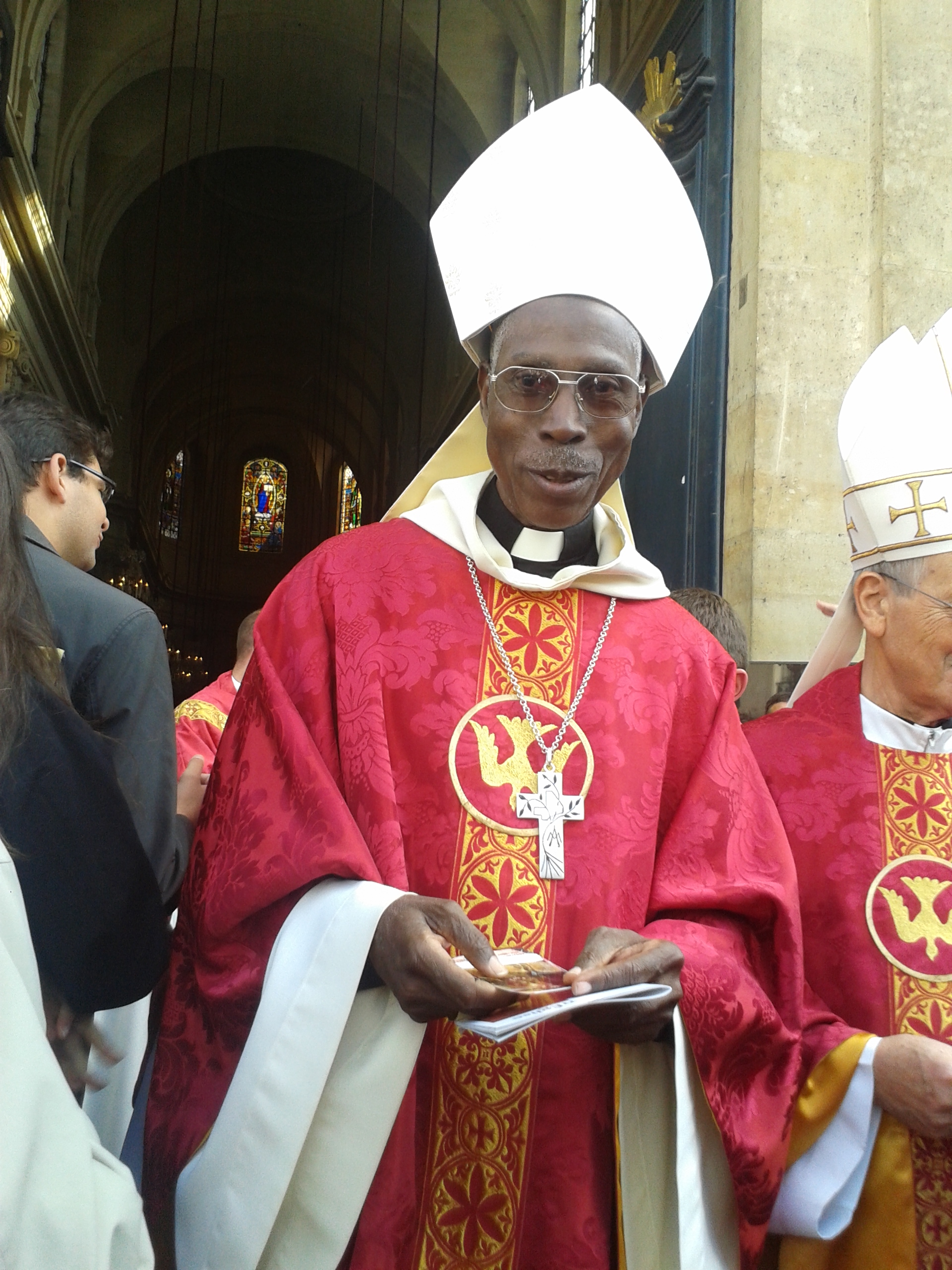
Mgr Diarra, évêque de San

Le christianisme, à la fois catholique et protestant, introduit dans les années 2000, représente 4,5% de la population.
L'Église catholique au Mali demeure la plus importante avec environ 1,7 % de la population, soit entre 150 000 et 275 000 fidèles dans les années 2000-2020.
Les Églises relevant d'une forme de protestantisme (présent depuis  sont :
- Association des groupes et missions de l'Église évangélique protestante au Mali (AGEMPEM), affiliée à l'Alliance évangélique mondiale, regroupant divers groupes d'environ70 000 membres,
- Assemblée de Dieu au Mali, des Assemblées de Dieu,
- Église adventiste du septième jour au Mali (2 000 membres).

## Religions traditionnelles africaines
On estime à 2,5 % le nombre de Maliens pratiquant les religions traditionnelles africaines, croyances religieuses autochtones la plupart dans les zones rurales.
- Culte des ancêtres
- Dogon (peuple), Hogon, cosmogonie dogon, Nyiama, culte du lébé, culte du Binou, société Awa
- Cosmogonie bambara, Maa Ngala

## Actualité
La Guerre du Mali (depuis 2012, au moins) accentue également les tensions inter-religieuses.